# Cartignano
Cartignano – miejscowość i gmina we Włoszech, w regionie Piemont, w prowincji Cuneo.
Według danych na rok 2004 gminę zamieszkiwało 170 osób, 28,3 os./km².